# Potterton
 (janvier 2024).
Potterton est un village situé dans l'Aberdeenshire, en Écosse.